# Crambopsis
Crambopsis là một chi bướm đêm thuộc họ Noctuidae.